# Isla San Esteban
Isla San Esteban är en ö i Mexiko. Den ligger sydväst om ön Tiburón och tillhör kommunen Hermosillo i delstaten Sonora, i den nordvästra delen av landet. Arean är 39,77 kvadratkilometer. Isla San Esteban är Mexikos femtonde största ö. Den var engång befolkad av Serifolket, en historisk folkgrupp i Mexiko.
Isla San Estaban har ett rikt djurliv och på ön finns flera ovanliga arter av leguaner, bland annat Sauromalus varius och Sauromalus hispidus. Gnagaren Peromyscus stephani lever endemisk på ön.